# Nebo whitei
Espèce
Nebo whitei est une espèce de scorpions de la famille des Diplocentridae.

## Distribution
Cette espèce est endémique du Dhofar en Oman,.

## Étymologie
Cette espèce est nommée en l'honneur de P. Granville White.

## Publication originale
- Vachon, 1980 : Scorpions du Dhofar. The scientific results of the Oman flora and fauna survey 1977 (Dhofar). Journal of Oman Studies Special Report, no 2, p. 251-263.